# Tu B'Av
Tu B'Av (en hebreo ט"ו באב, el decimoquinto día del mes Av). El día no tiene ninguna observancia especial, sino un carácter suavemente festivo.

No hubo festividades mayores para el pueblo de Israel que el 15 de Av (...)
Talmud, Taanit 26b

Considerada una festividad de la época del Segundo Templo de Jerusalén en la cual las mujeres de Jerusalén salían con vestidos blancos prestados, de modo tal que todo el mundo tuviese uno y nadie se sintiese avergonzado, y bailaban en los viñedos (Mishná, Taanit 1:10). 
Los varones, así como las mujeres, asistían a la fiesta con la esperanza de encontrar el amor y formar su tan ansiada familia.